# Фелине (Лече)
Фелине (итал. Felline) је насеље у Италији у округу Лече, региону Апулија.
Према процени из 2011. у насељу је живело 1466 становника. Насеље се налази на надморској висини од 43 м.